# ソロモニヤ・サブーロヴァ
ソロモニヤ・ユーリエヴナ・サブーロヴァ（ロシア語: Соломо́ния Юрьевна Сабурова, 1490年頃 - 1542年12月18日）は、モスクワ大公ヴァシーリー3世の最初の妃。正教会の聖人であり、スーズダリのソフィヤ（София Суздальская）とも呼ばれる。

## 生涯
ソロモニヤはタタールの血を引くユーリー・コンスタンチノヴィチ・サブーロフの娘として生まれた。父は娘が大公妃となる際に大貴族（ボヤーレ）に叙せられた。ソロモニヤの系累にはイヴァン4世の息子イヴァン・イヴァノヴィチの最初の妻エヴドキヤ・サブーロヴァ、そしてサブーロフ＝ゴドゥノフ家出身のフョードル1世の妃イリナ・ゴドゥノヴァと、その兄で1598年にツァーリの座についたボリス・ゴドゥノフがいる。
ソロモニヤとヴァシーリー3世の婚礼は1505年9月4日、花婿の父イヴァン3世も出席して執り行われた。モスクワ府主教シモンがモスクワのクレムリン内にある生神女就寝大聖堂で新婚の夫婦を祝福した。結婚後20年経っても大公夫妻に子供が生まれないため、ソロモニヤが石女であることが判ってきた。ヴァシーリー3世がこのまま息子をもうけずに死ねば、弟たちが大公位を引き継ぐことになるのは目に見えていた。こうした展開を避けるため、ヴァシーリー3世は弟たちを投獄したり、あるいは自分に息子が出来るまで結婚を厳禁していた。長い目で見れば、こうした措置がモスクワ・リューリク王朝の断絶と、それに伴う大動乱を引き起こしたと言える。
ソロモニヤは輝くような美人で、立派な道徳心と柔和な性格も持ち合わせたが、子供を授からないとなると自然ヴァシーリー3世との夫婦関係も重苦しいものになり、ついにヴァシーリー3世は外国の医者に妊娠の手助けを求めることまでした。1525年、ヴァシーリー3世はモスクワ府主教ダニイルおよび大貴族たちの同意を得てソロモニヤと離婚することを決意したが、ヴァッシアン・パトリケーエフやマクシム・グレクといった何人かの宗教的権威は、離婚は不法であるとの宣言を出した。
1525年11月、大公夫妻の結婚の解消が成立し、ソロモニヤは修道女の衣服を着せられて名前も「ソフィヤ」と変えられ、モスクワの生神女誕生修道院に入れられた。その後、ソロモニヤはスーズダリのポクロフスキー修道院に移った。この修道院は大公夫妻が世継ぎを授かるように祈願をしてまわった修道院の一つであった。
ジギスムント・フォン・ヘルベルシュタインはその著書『モスクワ事情』の中で、ソロモニヤ大公妃は必死に抵抗したが無理やり修道院に押し込められた、と述べているが、ロシアの年代記はソロモニヤは大公の意志に自発的に従って従容と修道院へ入った、と描く傾向がある。ソロモニヤは修道院に入った後で、ユーリーという息子を出産したという噂も流れた。伝説によれば、この時生まれたという王子はクデヤルという義賊になったとされる。ソロモニヤは1542年、スーズダリで亡くなった。
- この記述には、パブリックドメインの百科事典『ブロックハウス・エフロン百科事典（1906年）』本文を含む。